# 函館ハリストス正教会

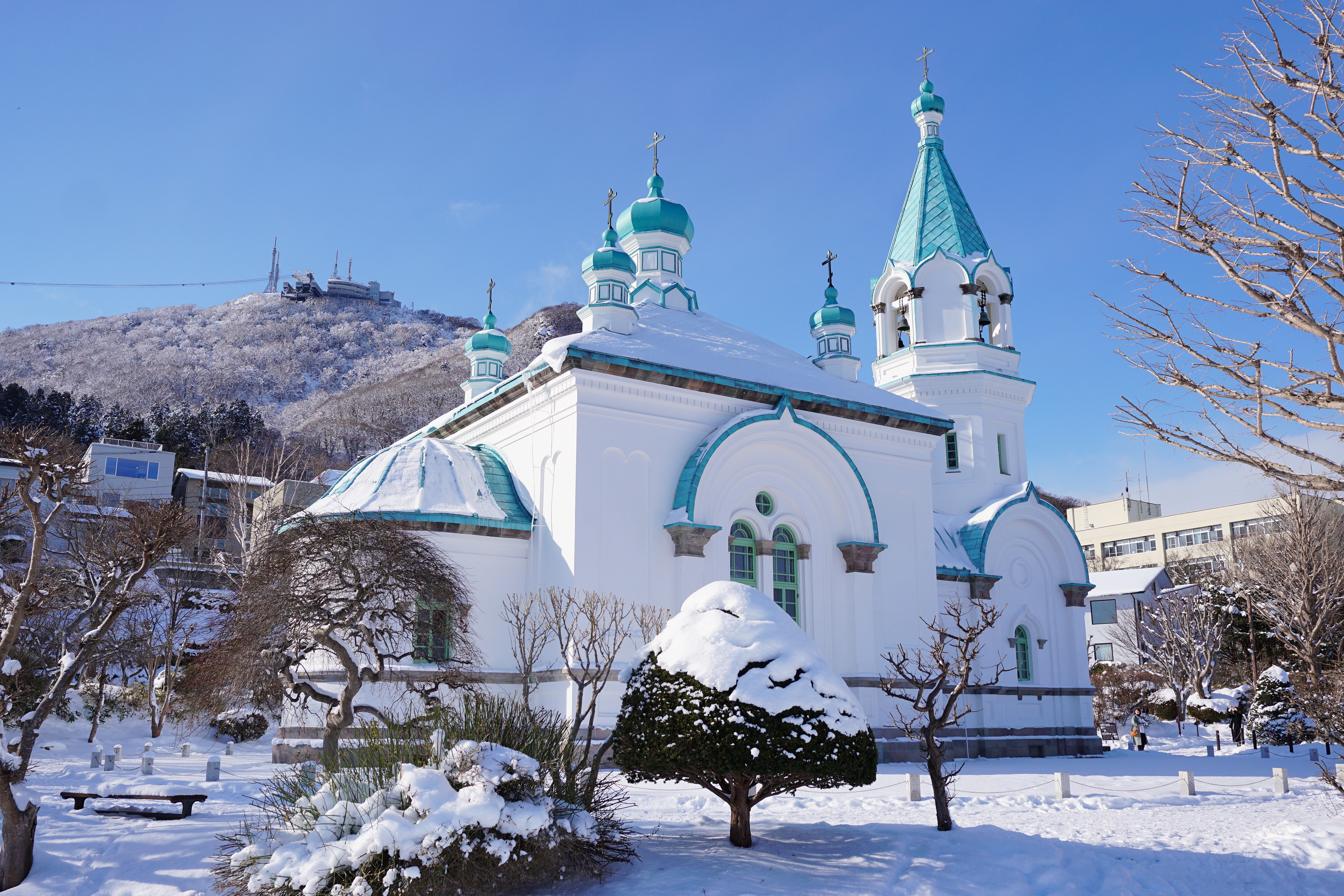
主の復活聖堂

函館ハリストス正教会（はこだてハリストスせいきょうかい）は、日本ハリストス正教会に所属し、主の復活聖堂（しゅのふっかつせいどう・北海道函館市元町に所在）を有する、正教会の教会である。主の復活聖堂は重要文化財（1983年6月2日指定）。鐘の音は日本の音風景100選に選ばれている。
「函館ハリストス正教会」は教会名。「主の復活聖堂」は聖堂の正式名称である。その名の通り、ハリストス（キリストのギリシャ語読み）の復活を記念する聖堂である。

## 概要
函館ハリストス正教会は日本正教会の教会であり、東日本主教区に所属する。日本正教会の東日本主教区は北海道・東北地方を管轄している。函館ハリストス正教会は北海道に所属する教会の中でのみならず、日本正教会でも伝道の最初期からの歴史を持つ最古の教会の一つである。
1983年（昭和58年）、重要文化財に指定された。これは大正時代の建築物としては全国で二番目の指定である。
管轄司祭は2008年（平成20年）9月に、日本人のイオフ馬場登神父から、ロシア人のニコライ・ドミトリエフ神父に代わった。函館ハリストス正教会にロシア人司祭が着任するのは実に115年ぶりであり、日本正教会の神品 (正教会の聖職)の殆どが日本人によって担われてきた事が表れている。

## 教会の歴史

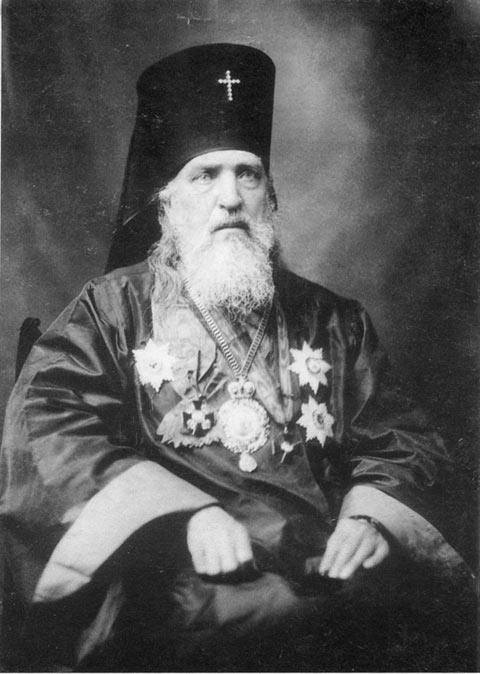
亜使徒聖ニコライ

1860年（安政6年）にロシア領事館（当時）に隣接して建てられた。領事館に聖堂があった頃には、アラスカの聖インノケンティが訪れて、主教祈祷による聖体礼儀を行った事がある（日本における主教祈祷の聖体礼儀はこれが初めてのものである）。
初代司祭はすぐに帰国したが、1861年に来日した修道司祭（役職当時）の亜使徒聖ニコライ（ニコライ・カサートキン）によって3人が洗礼を受け、日本正教会の原型となった。函館ハリストス正教会は日本正教会の最初の聖堂を持つ教会であり、日本における正教会伝道の始まりの場所でもある。一時はキリスト教の禁制もあったが、明治に入り禁制が解けてから順調に信者を集め始めた。1873年（明治6年）には函館ハリストス正教会の境内に、正教小学校（1898年（明治31年）閉鎖）、1884年（明治17年）には女学校（1893年（明治26年）閉鎖）も設立された。
日本の正教会は拠点はその後、ニコライにより東京の神田に移され、以後当地に建設されたニコライ堂（東京復活大聖堂教会）を中心に宣教を拡大させていくが、その後も函館ハリストス正教会は日本正教会でも長い伝統を誇る教会として存在し続けている。
1907年（明治40年）に函館大火によって聖堂は全焼の憂き目を見るが、1916年（大正5年）に再建された。

## 現聖堂の特徴

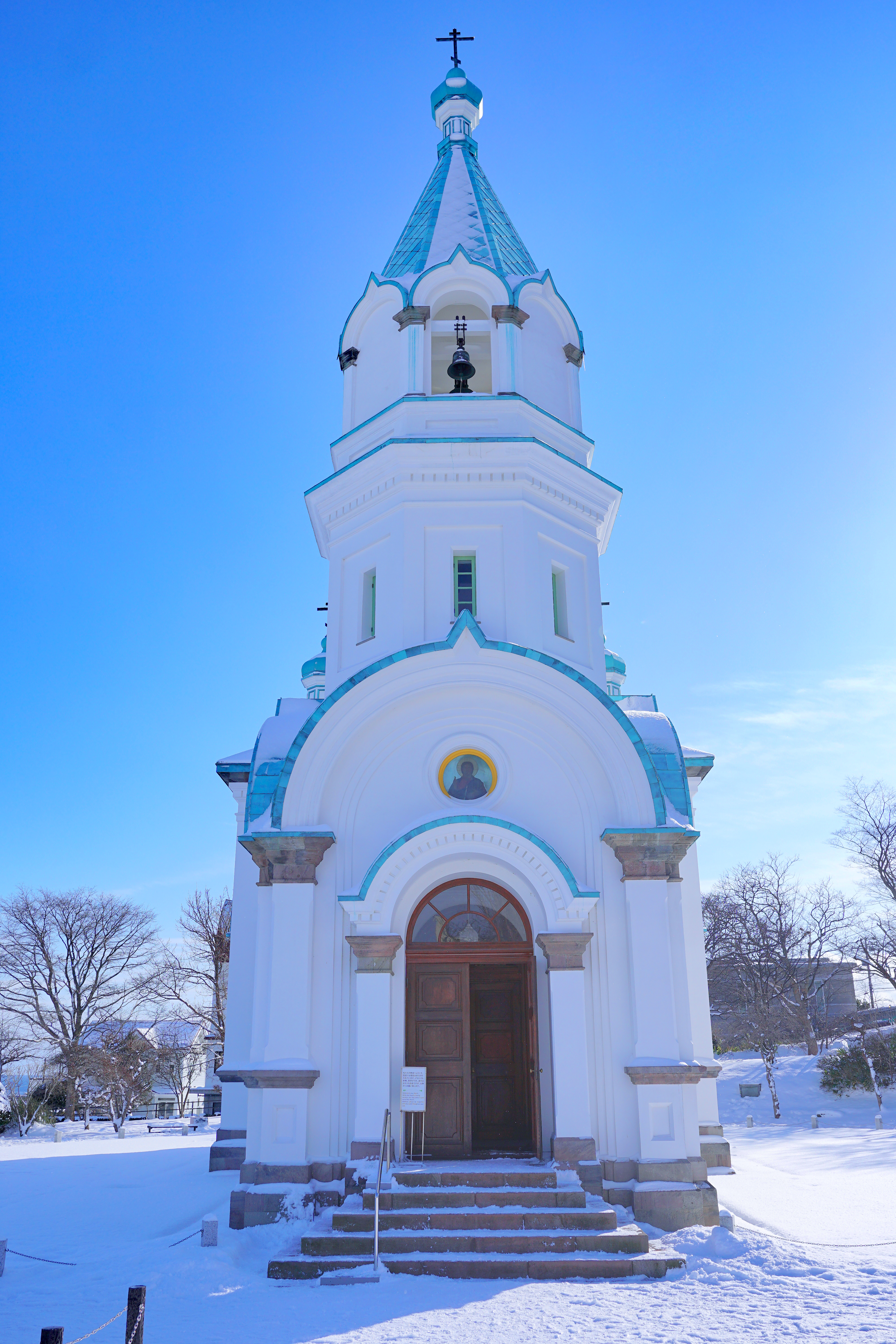
主の復活聖堂（西側から）

1916年（大正5年）に再建された現在の聖堂は、建築様式はビザンティン建築・ロシア建築の影響を受けており、煉瓦造一部3階建ての平屋で、基礎は石造り、外壁は白漆喰を塗っている。1988年（昭和63年）に大がかりな修復工事がなされ、現在に至る。
聖堂の平面は豊橋ハリストス正教会・京都ハリストス正教会などと類似しており、西側に正面玄関と鐘楼を戴いた啓蒙所、東側に至聖所、その間の中央部分に聖所が配置され、聖所は啓蒙所・至聖所よりも広く造られて十字の平面型を構成している。日本のみならず世界各地の正教会に類似した平面をもつ聖堂がある（一つの例：シカゴの至聖三者大聖堂）。
至聖所と聖所は他の正教会の聖堂と同様にイコノスタシス（聖障）によって区切られており、イコン画家であった山下りんによって「主の昇天」「ハリストス（キリスト）の降誕」等が描かれている。

### 設計監督者の系譜
愛知県南知多町出身の建築家であり輔祭でもあったモイセイ河村伊蔵が主の復活聖堂の設計監督を担当した。河村は豊橋ハリストス正教会の設計監督にも当たっているほか、松山・大阪・釧路の正教会聖堂も設計している。河村の息子（内井進）と孫（内井昭蔵）も建築家であり、特に孫のガウリイル内井昭蔵は皇居・吹上御苑の新御所や世田谷美術館、浦添市美術館などの設計でも知られている。

### 大規模改修
2021年2月から大規模改修されることとなり約2年間建物内は閉鎖される。

## 「ガンガン寺」
この教会はガンガン寺という名前で親しまれている。最初に聖堂ができたときに5個の鐘を使って楽器のように鳴らしたところから付いている。1907年（明治40年）に全焼したときに鐘も衝撃でバラバラに壊れてしまった。
再建に合わせて大きな鐘が1個付いている状態になったが、1923年（大正12年）関東大震災の影響でニコライ堂の鐘が破損、復興のためにここの大きな鐘と6個の鐘を交換することになった。その後は戦争の影響で金属供出のため取り外され、しばらく鐘のない状態が続いた。
1968年（昭和43年）にギリシャ人の寄贈によって重さ575キロの鐘が掛けられたが、輸送中にヒビが入ったことで鐘を打つと破壊するおそれがあったので、保存されている。現在の鐘は1983年（昭和58年）に贈られたものである。
鐘は聖体礼儀などの祈りの際に鳴らされており、土曜日の夕方や日曜日の午前に聞くことができる。1996年（平成8年）、環境省「残したい日本の音風景100選」に選ばれた。

## イコノスタス
冒頭記述の通り、函館ハリストス正教会の聖堂は「主の復活聖堂」であり、イコノスタスにもそれは反映されている。正教会の聖堂は何らかの聖伝中の事件もしくは聖人を記憶して建設されるが、イコノスタスにもその記憶は反映される。イコノスタスの最も右側の部分か、イコノスタスの中央上部に、聖堂の記憶内容に相当するイコンが設置される習慣がそれである。
函館ハリストス正教会の主の復活聖堂の場合、中央上部のイコンがハリストスの復活の場面のイコンとなっている。

## 上磯ハリストス正教会
函館ハリストス正教会から分かれた施設として、北斗市に上磯ハリストス正教会が存在する。1875年（明治8年）、上磯の民家を利用して布教を始め、1884年（明治17年）に有川正教会として会堂を設立した。1962年（昭和37年）には会堂を改築し、上磯ハリストス正教会と呼ばれるようになった。
現在利用している聖堂は1987年（昭和62年）完成のものである。聖堂はハリストスの昇天を記念する主の昇天聖堂である。

## その他
函館市のカントリーサインに復活聖堂が使用されている。

## 所在地
〒040-0054 北海道函館市元町3−13

## 交通アクセス
- 函館市電 末広町停留場 徒歩10分

## 周辺
- カトリック元町教会
- 函館聖ヨハネ教会
- 函館市旧イギリス領事館
- 元町公園
- 旧函館区公会堂
- 北海道函館西高等学校